# Frontera entre Eritrea i Etiòpia
La frontera entre Eritrea i Etiòpia és la línia que va separar l'antic Imperi d'Etiòpia de la colònia italiana d'Eritrea entre 1896 i 1936. De 1936 a 1941 fou una frontera interna de l'Àfrica Oriental Italiana. Fins al 1952 separava l'Etiòpia de l'Eritrea sota administració britànica. A partir de 1952 esdevingué una frontera administrativa de l'Imperi (i després de 1973 república) d'Etiòpia. Després de la independència d'Eritrea, el 24 de maig de 1993, separa les dues repúbliques. El traçat definitiu seria marcat després de la Guerra entre Etiòpia i Eritrea en 2003.

## Traçat
A l'oest fa un trifini entre ambdós països amb el Sudan, segueix a l'est per les proximitats de Mendefera (Eritrea) i d'Axum, pel mont Soira, després va cap al sud a l'altre trifini d'ambdós països amb Djibouti, amb el volcà Mousa Ali. Separada del nord cap al sud per les regions administratives:
- Zobas d'Eritrea - Gash-Barka, Debub, Semenawi i Dankàlia
- Kililochs d'Etiòpia - Tigre i Afar

## Història

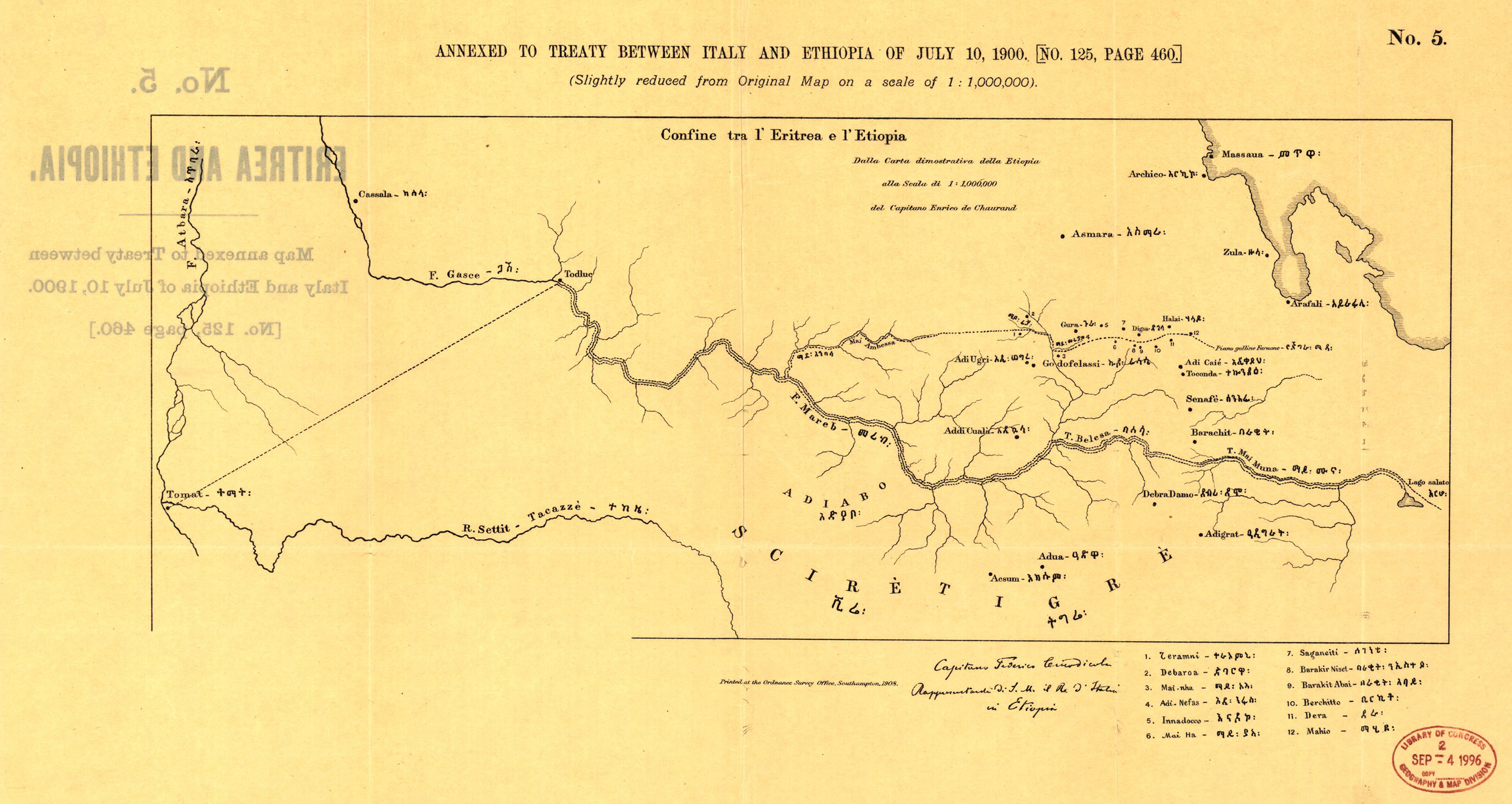
Traçat de la frontera entre l'Etiòpia i la colònia italiana d'Eritrea després del tracatat d'Addis-Abeba (1900)

Després de la derrota italiana a la batalla d'Adwa, Etiòpia va renunciar a l'accés al mar i Itàlia a la conquesta d'Abisínia. Els dos països assumiren negociacions frontereres difícils. Després d'un primer acord formal el 1897 (línia Tomat-Todluc-Mareb-Mai Ambessa-Saganeiti), finalitzen el dia 10 Juny de 1900 a la conclusió d'un acord sobre la part nord del traçat, fixat a la línia Tomat-Todluc-Mereb -Belesa-Muna (vegeu el mapa del costat). Consagra una reculada etíop i la feblesa d'aquest país que no va poder preservar la unió dels altiplans. Aquest acord es publica al febrer de 1902.
Després d'un tractat comercial al juliol de 1906, Itàlia i Etiòpia van determinar la seva frontera sud al març de 1908, definida com una línia […] al sud-est, paral·lela a la costa i a una distància de 60 km d'ella, fins que arriba a la frontera de la possessió francesa dels somalis (art.1). El 1901, França i Itàlia havien definit l'extremitat occidental de la seva a la frontera comuna amb Dadda'to, a 60 quilòmetres del punt litoral de Doumera. Es podria pensar que aquest és el mateix punt que es preveu com l'extrem meridional en l'acord de 1908, almenys per als italians. En qualsevol cas, cap d'aquestes rutes queda delimitada sobre el terreny.
Després de l'agressió i conquesta d'Etiòpia per Itàlia el 1936, aquesta frontera es va convertir en un límit intern de l'Àfrica Oriental Italiana. La província d'Eritrea s'amplia, incloent una gran part del Tigre i de l'Awsa. La derrota dels exèrcits italians el 1941 va portar a la reconstrucció d'espais anteriors. Etiòpia recuperà la seva independència i Eritrea serà administrada pel Regne Unit fins a 1952.
En 1952, les Nacions Unides van decidir formar una federació entre Etiòpia i l'Estat Federat d'Eritrea, la frontera llavors separava els dos estats federats. En 1961, Eritrea fou annexada i es convertí en una simple província d'Etiòpia. Molt ràpidament, els moviments armats d'Eritrea comencen una guerra d'independència de 30 anys.
Després del final de la guerra el 1991, Eritrea va obtenir la independència en 1993. Aquest límit es convertí en una frontera internacional. En 1998 va esclatar la guerra entre Etiòpia i Eritrea sobre el traçat de la frontera. Els dos països reclamen sectors ubicats, en particular, al voltant de Badme, Tsorona-Zalambessa i Bure. Els combats provocaren al voltant de 100.000 morts. Cessaren en 2000 amb els acords d'Alger, que no posaren fi a les tensions, i el traçat de la frontera va restar disputatt. Una comissió de la Cort Internacional de Justícia de La Haia qüestionava emetre l'un arbitratge en 2003, però fou rebutjat pels etíops, ja que hi perdien Badme. Les forces d'interposició posades per l'ONU en 2000 foren retirades de la frontera, tot i que encara no havia estat pas delimitada.